# Vanessa Boubryemm
Vanessa Boubryemm, née le 16 janvier 1982 à Tourcoing, est une lutteuse française, et licenciée à l'Entente Lutte Côte d'Opale.

## Palmarès

### Jeux olympiques
- 7e en 2008

### Championnats du monde
- Médaille d'argent en lutte féminine (moins de 51 kg) en 2005
- Médaille de bronze en lutte féminine (moins de 51 kg) en 2008

### Championnats d'Europe
- Médaille d'or en lutte féminine (moins de 51 kg) en 2006
- Médaille d'or en lutte féminine (moins de 48 kg) en 2008
- Médaille d'argent en lutte féminine (moins de 48 kg) en 2008
- Médaille de bronze en lutte féminine (moins de 51 kg) en 2005.